# Vremja zjelanij
Vremja zjelanij (russisk: Время желаний) er en sovjetisk spillefilm fra 1984 af Julij Rajzman.

## Medvirkende
- Vera Alentova som Svetlana
- Anatolij Papanov som Vladimir
- Vladislav Strzjeltjik som Nikolaj Nikolayevitj
- Tatjana Jegorova som Mila
- Boris Ivanov som Andrej Sergejevitj